# Einar Sand Koren
Einar Sand Koren, norveški rokometaš, * 12. november 1984.
Leta 2010 je na evropskem rokometnem prvenstvu s norveško reprezentanco osvojil 7. mesto.